# Duthiea brachypodium
Duthiea brachypodium là một loài thực vật có hoa trong họ Hòa thảo. Loài này được (P.Candargy) Keng & Keng f. mô tả khoa học đầu tiên năm 1965.